# Я — Фрэнки
«Я — Фрэнки» (англ. I am Frankie) — американский телесериал в жанре драма, основанный на истории Марсело Читтерио, вышедший в эфир канала Nickelodeon 4 сентября 2017 года по 4 октября 2018 года. Был основан на сериале Yo soy Franky, который посвящен андроиду по имени «Фрэнки Гейнс» которая пытается выдать себя за обычную девочку-подростка.

## Сюжет
Сигурни — ученый, работающий в компании EGG «Электронная Гига Генетика», которая разработала девочку-андроида по имени Фрэнки. Глава компании EGG Кингстон планирует использовать Фрэнки для военной компании УОРПА (Агентство исследовательских проектов по оружию Андроидов) в проекте Q. Сигурни уходит с работы и забирает Фрэнки из компании EGG и отвозит Фрэнки к своей семье. Когда Фрэнки приспосабливается к нормальной жизни и начинает ходить в старшую школу в Сепульведе. В школе она находит подругу по имени Дейтон а так же соперницу по имени Тэмми. В это время её семья старается сохранить её местонахождение в тайне от EGG. Глава компании EGG Кингстон полон решимости сделать все возможное, чтобы найти и вернуть Фрэнки.

## Сезоны
- 1-й сезон: 19 эпизодов (11 сентября 2017 — 6 октября 2017)
- 2-й сезон: 21 эпизод (11 августа 2018 — 4 октября 2018)

## Актёры и персонажи
Главные роли
- Алекс Хук — в роли Фрэнки Гейнс, девушка-андроид, «созданной Сигурни», которая стремится стать человеком.
- Уриэль Балдеско — в роли Люсии последователь Тэмми и член мозгового отряда Сепульведы Хай.
- Армани Барретт — в роли Байрона (1 сезон), член отдела мозга Сепульведы Хай, занимающийся робототехникой.
- Кристи Беккетт — в роли Макайлы, последователь Тэмми и член мозгового отряда Сепульведы Хай.
- Кайсон Фейсер — в роли Эндрю, ученик школы Сепульведы Хай, который является одним из любовных интересов Фрэнки и Тэмми. Позже выяснилось, что он был создан человеком по имени Джеймс.
- София Форест — в роли Дженни Гейнс, дочь Сигурни, которая получается Фрэнки в качестве старшей сестры.
- Мохана Кришнан — в роли Тэмми, девушки и лидера мозгового отряда Сипульведы Хай, которая является соперником Фрэнки, подозревая, что Фрэнки жульничает.
- Джейс Мроз — в роли Робби (1 сезон), умный студент, который следует за Фрэнки и Дейтоном.
- Николь Элис Нельсон — в роли Дейтон Рейес, которая становится лучшим другом Фрэнки, она одна из первых кто узнал о её секрете.
- Карсон Роулэнд — в роли Коула Рейеса, брата Дейтон, который является одним из любовных интересов Фрэнки.
- Джей. Д.Баллард/Джим Баллард-в роли М.Кингстона, главы ЭГГ,который пытается вернуть Фрэнки для использования в Q УОРПА.В эпизоде «I Am… Bound for Glory» позднее выяснилось, что он отец Дейтон и Коула. Том работает под псевдонимом Кингстон. В первом сезоне было сказано, что его зову Гилфорд; а в эпизоде «Я Элайза» поменялось на Кларенс.
- Тодд Аллен — в роли Джеймса Питерса, который собирается и хочет уничтожить Фрэнки
- Джой Кигин — в роли мисс Хоф, директор школы Сипульведы Хай.
- Майкл Лаурино — в роли Уилла Гейнса, отца Дженни и мужа Сигурни, который получает Фрэнки в качестве дочери.
- Кэрри Шредер — в роли Сигурни Гейнс, которая построила и создала Фрэнки и бывшая работница ЭГГ.
- Марк Джейкобсон — в роли голоса «PEGS1» (1 сезон), маленький плавающий робот в форме яйца, который работает на Кингстона.
- Амина Альзума — в роли Рэйчэла (2 сезон), новый студент и компьютерный эксперт в Сипульведе Хай.
- Захари С.Ульямс — в роли Зейны (2 сезон), новая школьница в Сипульведе Хай.
- Томми Роуз — в роли Симоун (2 сезон), девушка-андроид созданная в УОРПА.
- Джейм Лейк — в роли Синтии (2 сезон), ученая, давняя подруга Сигурни, позже выяснилось, что она является главой УОРПА с планами, чтобы их андроиды и человеческие-роботы-организмы (или по сокращению ЧРО) захватили Землю.
- Пустош Эштон — в роли Бетто (2 сезон), сын Синтии-андроид.

Второстепенные роли
- Джастин Ярзомбек — в роли Джона (1 сезон).
- Рейэчер Томпсон — в роли инженера Андерсон (1 сезон).
- Дэвид Келли — в роли агента УОРПА.
- Дж. Скотт Браунинг — в роли техника УОРПА (2 созен).
- Трэйси Вью — в роли старшего специалиста УОРПА.(2 сезон).
- Клейтон Джонсон — в роли Дольфа (2 сезон).
- Шон Патрик Доусон — в роли Лунггрена (2 сезон).

## Дубляж
- Ева Финкельштейн — Фрэнки Гейнс, Тэмми Гилрой
- Ольга Мешкова — Дженни Гейнс
- Елизавета Запорожец — Дейтон Рейес
- Роман Куперман — Джеймс Питерс, PEGS1

## Производство
20 января 2016 года Nickelodeon заявил, что «Я Фрэнки» выйдет в эфир и будет содержать 20 эпизодов. Это первый проект, выпущенный в новой международной студии Viacom в Майами. Сериал был первоначально основан на Yo soy Franky, созданном аргентинским писателем Марселой Читтерио для Nickelodeon в Колумбии. Катарина Ледебур, которая ранее работала над Every Witch Way и Talia in the Kitchen, адаптировала сериал на английский для мировой аудитории. Было объявлено, что производство серии начнется в 2016 году. Сериал официально дебютировал 11 сентября 2017 года. Премьерный эпизод был доступен на потоковых платформах Nickelodeon начиная с 21 августа 2017 года.